# Der Palast (Fernsehserie)
Der Palast ist eine deutsche Fernsehserie. Die erste Staffel wurde am 27. Dezember 2021 in der ZDF-Mediathek veröffentlicht und am 3., 4. und 5. Januar 2022 in Doppelfolgen zeitgleich im ZDF und ORF gesendet. Die zweite Staffel mit Lary Müller, Lukas Brandl und Taynara Silva-Wolf wurde am 19. Dezember 2024 in der ZDF-Mediathek veröffentlicht, die Erstausstrahlung erfolgte am 6. Januar 2025.

## Handlung

### Staffel 1
Christine Steffen, Revuetänzerin in der berühmten Girlreihe des Friedrichstadt-Palastes, bereitet sich 1988 auf die große Show Jubiläum zum 40. Jahrestag der DDR im Oktober 1989 vor. Völlig überraschend wird sie bei einem Auftritt von ihrer Zwillingsschwester Marlene Wenninger aus Bamberg erkannt, von der sie bis dahin nichts wusste. Marlene verhandelt gerade geschäftlich für ihr Familienunternehmen mit dem DDR-Außenhandelsministerium und war zur Vorstellung eingeladen. Marlene verfolgt daraufhin Christine, bis es zu einem Zusammentreffen kommt. Beide wurden am 17. Mai 1961 geboren. 
Sie versuchen nun, hinter das Familiengeheimnis zu kommen, das zu ihrer Trennung kurz vor dem Mauerbau im Jahr 1961 führte. Christine glaubt, ihr Vater sei bei einem Autounfall gestorben, Marlene hält ihre Stiefmutter für ihre leibliche Mutter. Wie beim Doppelten Lottchen tauschen die Zwillinge ihre Identitäten, damit Christine zum Vater nach Westdeutschland reisen kann. Wegen der unterschiedlichen Berufe fliegt der Wechsel innerhalb der Familie bald auf. 
Marlene zieht nach West-Berlin, um in der Nähe ihrer Mutter und Schwester zu sein. Die Schwestern reisen immer wieder hin und her, aber irgendwann fallen den Grenzbeamten die vielen Grenzübertritte auf, und das Spiel fliegt auf. Marlene erhält Einreiseverbot und Christine wird festgenommen. Durch die Intervention ihres Großvaters in Westdeutschland bei seinen Geschäftspartnern im DDR-Außenhandelsministerium wird Christine wieder freigelassen, und es kommt zu einem Wiedersehen von Vater und Mutter nach 28 Jahren. Vier Wochen später fällt die Mauer, und die Familie kann erstmals komplett zu einer Vorstellung in den Palast kommen.

### Staffel 2
Im Frühjahr 1990 werden neue Tänzer aufgenommen, darunter die Geschwister Lukas und Luise Jansen von der Ostsee und Karla Tanner aus München. Es gibt einige Turbulenzen zu überwinden, bis im Herbst nach der Wiedervereinigung die Premiere der neuen Revue gefeiert werden kann.

## Besetzung

### Hauptdarsteller Staffel 1
- Svenja Jung: Christine Steffen / Marlene Wenninger
- Anja Kling: Rosa Steffen
- Katia Fellin: Rosa Steffen (jung)
- Heino Ferch: Roland Wenninger
- Nicolas Wolf: Roland  Wenninger (jung)
- Hannes Wegener: Alexander Bachmann
- August Wittgenstein: Georg Weiss
- Luise Befort: Bettina Wilke
- Hermann Beyer: Richard Steffen
- Ursula Werner: Elisabeth Steffen
- Inka Friedrich: Doris Wenninger
- Friedrich von Thun: Wilhelm Wenninger
- Jeanette Hain: Regina Feldmann
- Marc Hosemann: Sönke Rappolt
- Luisa-Céline Gaffron: Nadja Brucker

### Nebendarsteller Staffel 1
- Theodora Tetzlaff: Lilia Steffen
- Matthias Brenner: Ulrich Krug
- Uwe Preuss: Hannes Richter
- Daniel Donskoy: Steven Williams
- Annabella Zetsch: Marina Weber
- Alina Levshin: Gaby Sommer
- Odine Johne: Johanna Westphal
- Robert Maaser: Holger Schulz
- Bernd Moss: Theo Kupfer
- Matthias Matschke: Bernd Meister
- Anja Karmanski: Manuela Lewetzki
- Petra Kleinert: Uschi Schmidt
- Annett Kruschke: Bettinas Mutter
- Thomas Rudnick: Genosse Weiland
- Anne-Kathrin Gummich: n.n.
- Dirc Simpson: Stasi-Offizier
- Roland Wolf: Wolfgang Fuchs
- Tom Keune: Jürgen Schäfer
- Lee Rychter: Klaus Feinschmidt
- Reiki von Carlowitz: Bärbel
- Joanna Castelli: Karin
- Nils Hohenhövel: Lukas
- Julia Titze: Schneiderin
- Bronwyn Jolley: Tänzer
- Heidrun Pfeil: Double Chris Steffen
- Christin Jung: Double Marlene Wenninger
- Iga Kowalczyk: Tänzerin

## Hintergrund
Die Serie wurde vom 13. November 2020 bis zum 28. Mai 2021 an 79 Drehtagen in Berlin, Bayern und Polen gedreht. Am 27. Dezember 2021 ist die Fernsehserie in der Mediathek des ZDF veröffentlicht worden.
Im April 2024 bestätigte das ZDF, eine zweite Staffel mit sechs weiteren Folgen in Auftrag gegeben zu haben, Ende März 2024 wurde in Krakau und Umgebung mit den Dreharbeiten begonnen.

## Rezeption

### Kritiken
„Der Palast ist ein unterhaltsames wie einfühlsames DDR-BRD-Sittengemälde geworden, das ebenso viel über mitreißende Tanzdarbietungen erzählt wie über Verletzungen, das Verdrängen eigener Fehler, das Eingesperrtsein in gesellschaftlichen Denkmustern. […] Mauern in den Köpfen und Herzen gibt es in jedem System.“

„‚Der Palast‘ – der Titel ist Programm, und er macht deutlich, was von dem ZDF-Dreiteiler zu erwarten ist und was nicht. Wer sich ein Drama verspricht, das sich ernsthaft mit der deutsch-deutschen Geschichte auseinandersetzt, kann sich die viereinhalb Stunden sparen. […] Wer sich jedoch dem gekonnt gemachten Trivialen hinzugeben bereit ist, wer Fern-Sehen nicht nur als Kopfarbeit sondern auch als Bauchlust versteht, als eine angenehm ziellose und emotional entlastende Form der Wahrnehmung, der dürfte Spaß haben an diesem Bilderbogen, dieser ‚Doppelten-Lottchen‘-Variation, die in Sachen Identifikation, Spannungsdramaturgie & Tanz bestens funktioniert.“

„Es ist arg […] ‚Der Palast‘ will die DDR über ihre Mickrigkeit erzählen, über den Mangel, die Sehnsucht nach Welt und Niveau. Der Witz ist, dass die Produktion das mit den mickrigsten erzählerischen Mitteln tut, die das deutsche Fernsehen hat.“

„Die Rollen des Familiengeschichtenzweigs von ‚Der Palast‘ sind stereotyp, was den Unterhaltungswert für manchen sicher nicht mindert. Mitleiden und Mitfiebern sind hier in XXL gefragt. Einiges sieht aus, als habe man die Requisiten der Silvestershows wiederverwertet. Um die hanebüchene Zwillingsstory über die Sendezeit zu tragen, brauchte es allerdings mehr als Federboas und Pailetten.“

### Einschaltquoten
Der erste Teil der dreiteiligen Erstausstrahlung war für den jeweiligen Tag das meistgesehene TV-Ereignis in der Hauptsendezeit – sowohl in Deutschland als auch in Österreich. Auch an den beiden folgenden Tagen war die Serie die meistgesehene Sendung im deutschen Fernsehen. In der ZDF-Mediathek wurden bis 6. Januar 2022 knapp 7,5 Millionen Sichtungen gezählt.
| Zuschauer | Zuschauer    | (ZDF)     | (ZDF)  | (ORF)    | (ORF)  |
| Teil      | Datum        | Anzahl    | Anteil | Anzahl   | Anteil |
| --------- | ------------ | --------- | ------ | -------- | ------ |
| 1 + 2     | 03. Jan 2022 | 6,86 Mio. | 21,0 % | 798 Tsd. | 26 %   |
| 3 + 4     | 04. Jan 2022 | 6,46 Mio. | 20,3 % | 759 Tsd. | 26 %   |
| 5 + 6     | 05. Jan 2022 | 6,20 Mio. | 20,4 % | 719 Tsd. | 26 %   |